# کلدگه
کلدگه، روستایی از توابع بخش مرکزی شهرستان بوکان در استان آذربایجان غربی ایران است.

## جمعیت
این روستا در دهستان بهی فیض‌الله بیگی قرار دارد و براساس سرشماری مرکز آمار ایران در سال ۱۳۸۵، جمعیت آن ۱۱۸ نفر (۲۴ خانوار) بوده‌است.